# Cinq collines de Carthagène
Les cinq collines de Carthagène sont une série de promontoires sur lesquels le général carthaginois Hasdrubal le Beau construisit en 227 av. J.-C. l'enceinte urbaine de Qart Hadasht, aujourd'hui Carthagène (Espagne), en développant le site ibère antérieur qui se nommait Mastia.
Grâce à sa fondation entre des collines, quelques écrits d'historiens de l'époque romaine firent connaître la cité comme la « Petite Rome », par comparaison avec la Ville Éternelle, aux sept collines.

## Collines

Les cinq collines de la Carthagène antique avec leurs noms actuels respectifs.

À l'exception de l'Arx Asdrubalis, les collines antiques possédaient des noms qui rendaient hommage à des personnages mythologiques qui peuvent être lus sous différentes formes, mais principalement sous la forme issue de l'assimilation romaine des noms des dieux grecs et phéniciens :
- le Mont Asclépios ou Eshmoun (en latin : Mons Esculapii) aussi connu sous le nom de Cherrosenizo. Hasdrubal le Beau y fit construire un temple à Asclépios. Ce nom se nomme maintenant le mont de la Conception et il est occupé aujourd'hui par le château du même nom.
- le Mont Héphaïstos (en latin : Mons Vulcanus) connu également comme Cabezo de la Cruz ou Cabezo de las Bruxas. Il se nomme actuellement mont Despeñaperros, et domine la zone de l'université polytechnique.
- le Mont Aletes (en latin : Mons Aletes), appelé aussi San Jusepe. Actuellement, il se dénomme mont San José.
- le Mont Moloch ou Baal (en latin : Mons Saturnus). Sur ce mont fut construit un temple dédié à Ba'al Hammon, le mont s'appelle aujourd'hui mont Sacro.
- le Mont de la Citadelle d'Hasdrubal (en latin : Mons Arx Asdrubalis). Sur ce mont fut construit le palais d'Hasdrubal le Beau, le mont se dénomme de nos jours mont Molinete.

## Polémiques
Au début de 2010, des travaux d'urbanisation ont été entrepris sur le mont Sacro, ce qui suscita une opposition importante des voisins et des intellectuels, qui voyaient en la construction de logements sur les versants du mont, un dommage au patrimoine archéologique d'une des lieux les plus emblématiques de la ville, c'est-à-dire les collines originelles de la ville. Les mobilisations des habitants ont permis de paralyser l'action des machines d'excavations.
Le mouvement contre la construction a été appuyé par les groupes de l'opposition du conseil municipal, PSOE et le Mouvement des Citoyens de Carthagène qui ont présenté une motion pour préserver le mont dans son état actuel. Cependant, la majorité conseil municipal, le PP de Pilar Barreiro a unanimement voté contre, en qualifiant les deux autres groupes politiques d'opportuniste.
En avril 2011, une plainte devant la Cour d'Instruction n ° 5 de Carthagène contre le Ministère de la Culture de la Région de Murcie fut classée, en argumentant qu'aucune œuvre archéologique n'avait trouvé sur les sites archéologiques du mont Sacro. Les opposants au projet n'étant pas satisfaits de la décision, ils décidèrent de former un parti : le Iniciativa Ciudadana Carthaginense, qui participe aux élections municipales de 2011 en Espagne.